# Soupe de légumes
La soupe de légumes est une soupe ordinaire dont les principaux ingrédients sont les légumes ainsi que les légumes-feuilles. Elle remonte à l'Antiquité, et est une denrée alimentaire produite en masse dans les temps modernes.

## Aperçu
La soupe de légumes se compose de légumes, légumes-feuilles, champignons, ainsi que de racines. Certains fruits, tel que les tomates et les courges, considérées comme des légumes dans un tel contexte. La soupe de légumes peut se préparer à base de fond ou de crème,. D'autres ingrédients peuvent être ajoutés, tel que du bœuf, du poisson, des haricots et des légumineuses, des céréales et des graines, du tofu, des nouilles et des pâtes, un bouillon ou un fond de légumes, du lait, de la crème, de l'eau, de l'huile d'olive ou de l'huile végétale, des assaisonnements, du sel et du poivre, parmi tant d'autres,,,. Certaines soupes de légumes sont réduites en purée et filtrées, afin d'obtenir une texture lisse. Elle est généralement servie chaude, bien que certaines, tel que le gaspacho, sont normalement servies froides. La soupe de légumes est parfois servie en tant qu'entrée, amuse-gueule ou hors-d'œuvre.
La soupe de légumes est produite en série en conserve, surgelée, déshydratée, en poudre, ainsi qu'en variétés instantanées,,.

## Histoire
La soupe de légumes remonte à l'Antiquité. Un livre de cuisine romain datant du Ve siècle comprend une recette pour "un présage d'une soupe à l'oignon". Le bouillon est mentionné à partir de l'an M et le potage vers le XVe siècle. Clifford Wright déclara que la soupe aux choux était importante dans la cuisine médiévale italienne.
Dans le centre d'Appalachia, la soupe de légumes, également appelée soupe de légumes d'hiver ou soupe paysanne, est un aliment de base traditionnel, ainsi qu'un plat fréquent pendant l'hiver, de décembre à février, parmi les montagnards appalachiens.

## Galerie

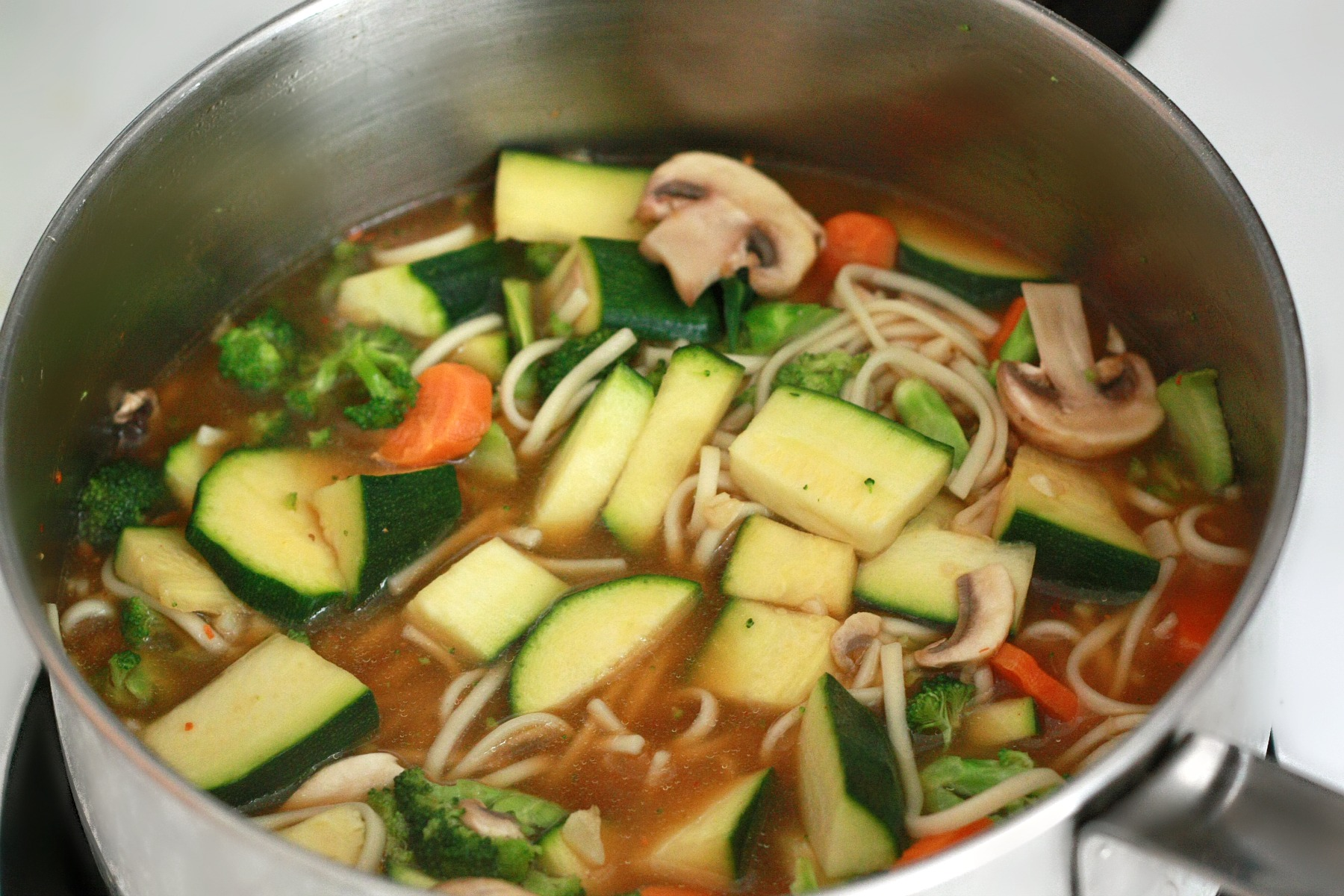
Préparation d'une soupe de légumes et de nouilles
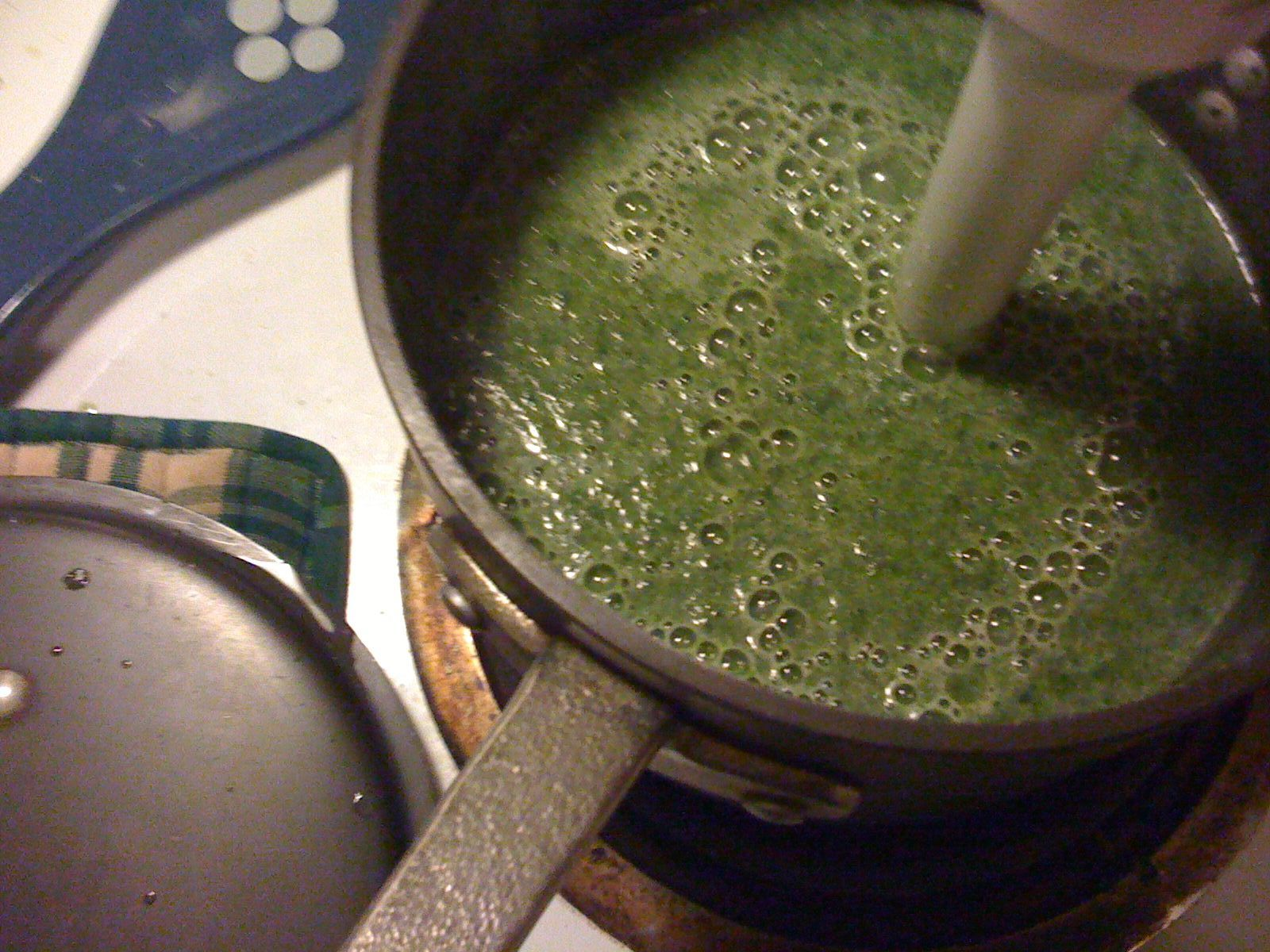
Soupe d'épinards
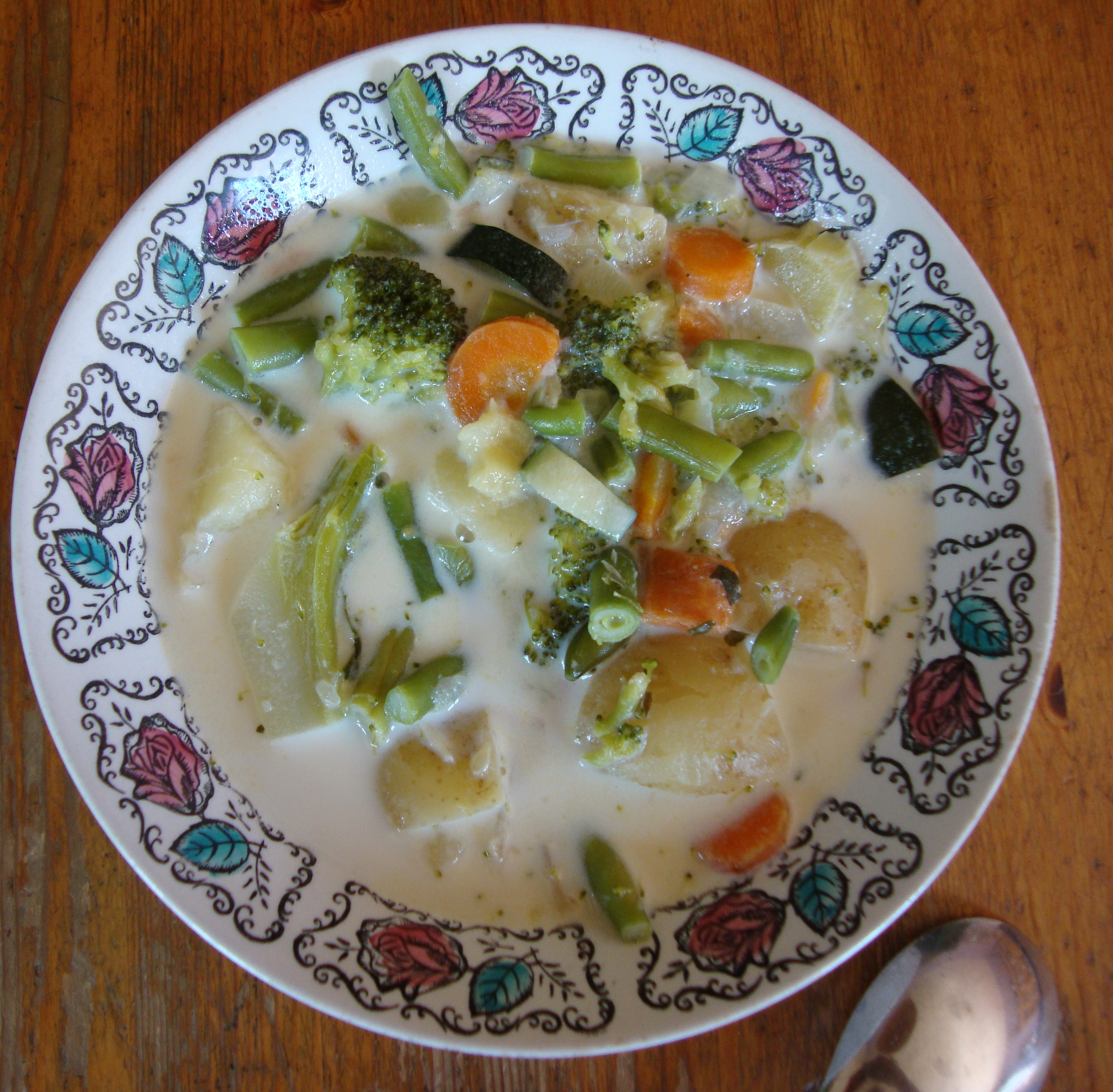
Kesäkeitto, une soupe de légumes finlandaise avec des pommes de terre bouillies et des légumes dans une petite quantité d'eau, de lait et de beurre